# Groupe des huit femmes artistes de Vienne
Le Groupe des huit femmes artistes de Vienne est un collectif constitué à Vienne en 1900 sous le nom d'Acht Künstlerinnen, ayant pour objectif d'organiser des expositions d'œuvres uniquement d'artistes femmes.
À une époque où les femmes dépendaient des hommes pour exposer leurs œuvres, les Acht Künstlerinnen ont obtenu un espace d'exposition rien que pour elles et leurs invitées, et organisé huit expositions à Vienne et à Linz de 1901 à 1912. Après une période d'oubli complet jusqu'à la fin du XXe siècle, leur démarche féministe a fait l'objet de recherches et de publications par des historiennes de l'art autrichiennes et américaines.

## Fondation
La fondation du Groupe des huit femmes artistes de Vienne vient d'une volonté commune d'Olga Wisinger-Florian, Marie Egner et Marianne von Eschenburg (en) : le 19 mars 1900, Wisinger-Florian écrit dans son Journal : « Egner et Eschenburg avec moi voulons fonder un "club des 13", puis faire des expositions. ». Les trois femmes sont rapidement rejointes par Marie Rosenthal-Hatschek (de), Teresa Feodorovna Ries et Bertha von Tarnóczy (en), puis par Susanne Granitsch (de), Eugenie Breithut-Munk (de) et Marie Müller. Après le départ de Rosenthal-Hatschek, peut-être en raison d'une inimitié entre elle et Marianne von Eschenburg, le groupe est réduit à huit et restera inchangé jusqu'à sa dissolution en 1912.
À l'exception de Granitsch et Breithut-Munk, ces artistes étaient toutes membres de l'Association des femmes écrivaines et artistes de Vienne (Verein der Schriftstellerinnen und Künstlerinnen Wien (de) ou VSKW), dont Wisinger-Florian était alors présidente. Cette association, fondée en 1885 par cinquante peintres, sculptrices, musiciennes, écrivaines et journalistes, avait pour objectif principal d'assurer à ses membres une sécurité matérielle en cas de besoin, de maladie et de vieillesse, également de créer un forum de rencontres et de présentations littéraires et artistiques, mais pas d'organiser des expositions. En dehors des galeries privées, ce rôle était détenu par les trois grandes associations viennoises d'alors, le Künstlerhaus, la Sécession et le Hagenbund, qui refusaient d'admettre les femmes dans leurs rangs, tout en acceptant d'exposer parfois leurs œuvres, mais avec réticence et souvent dans de mauvaises conditions et écartées des vernissages. Se remémorant les circonstances de la création du Groupe, Egner écrivait dans son Journal quelques années plus tard : « Je pense que ce qui a été décisif a été notre aversion pour les vexations et les chicanes créées par les tristes individus du Künstlerhaus. ».

## Constitution
À la différence des nombreuses associations autrichiennes, dont son association mère VSKW, le groupe des Huit n'a pas de statuts, de règlement de fonctionnement, de comité directeur ou de conseil d'administration, ni de local en propre, et son seul programme est d'organiser des expositions et de vendre ses productions. Malgré quelques dissensions inévitables au sein d'un groupe, les Huit resteront unies jusqu'à la dissolution douze ans plus tard. Ces artistes sont toutes peintres, et Teresa Feodorovna Ries est également sculptrice. À la création, les membres sont âgées de 56 à 31 ans, et la doyenne est Olga Wisinger-Florian, bientôt surnommée "Tante Olga", tandis que Ries, Munk et Granitsch sont les plus jeunes. À part Eugenie Munk, mariée à Peter Breithut (de), elles sont toutes célibataires et, pour des raisons diverses, le resteront ; Wisinger-Florian était veuve depuis 1890, et avait envisagé de se remarier, mais y a renoncé lorsqu'on lui a annoncé qu'elle ne pourrait plus garder sa pharmacie, source non négligeable de revenus. Marie Egner estimait que le mariage était incompatible avec une carrière d'artiste professionnelle. Teresa Ries, mariée brièvement à 19 ans, décrite par Egner comme « la seule "féminine" parmi les 8 », désignée par un journaliste comme « Primadonna assoluta », se faisait remarquer en invitant ses amants aux expositions, mais ne s'est pas remariée.

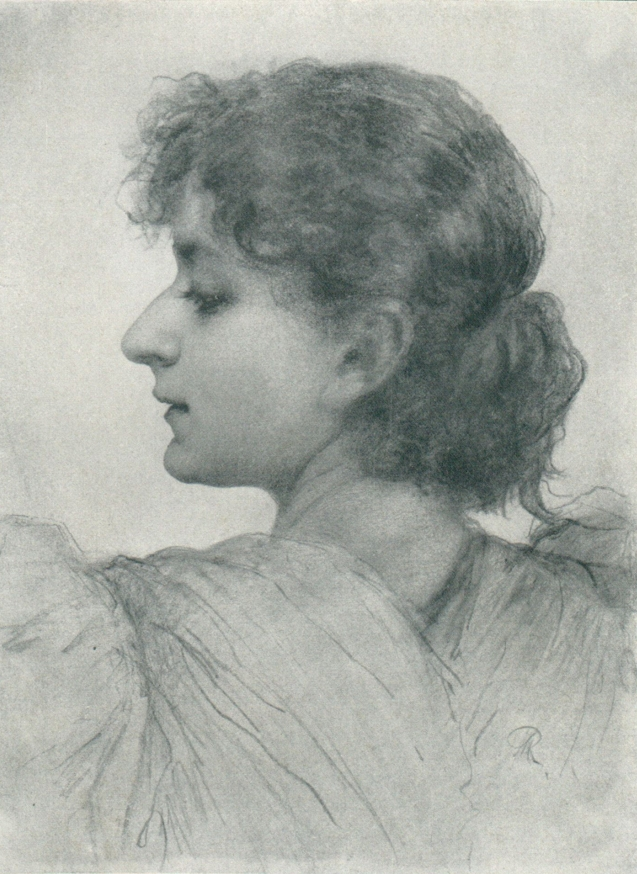
Marie Rosenthal-Hatschek

À part Eugenie Munk, convertie au protestantisme en 1896, et Teresa Ries, elles sont de religion catholique, et, si elle n'était pas partie, Marie Rosenthal-Hatschek aurait été avec Ries l'autre Juive du groupe. On remarque qu'en onze ans elle n'a jamais exposé avec les Huit, alors que d'autres artistes juives ont participé aux expositions du galeriste juif Gustav Pisko ; Wisinger-Florian était membre d'une association de lutte contre l'antisémitisme, et Marie Müller était une grande amie de Marie von Ebner-Eschenbach, très impliquée dans cette même association. En effet, déjà à cette époque, les artistes juifs autrichiens étaient confrontés à une montée de l'antisémitisme, renforcée par l'élection en 1897 de Karl Lueger à la mairie de Vienne, et quelques-uns préféraient cacher leur judéité, ou se convertissaient, comme Eugenie Munk, Tina Blau ou Hermine Mankiewicz (en).

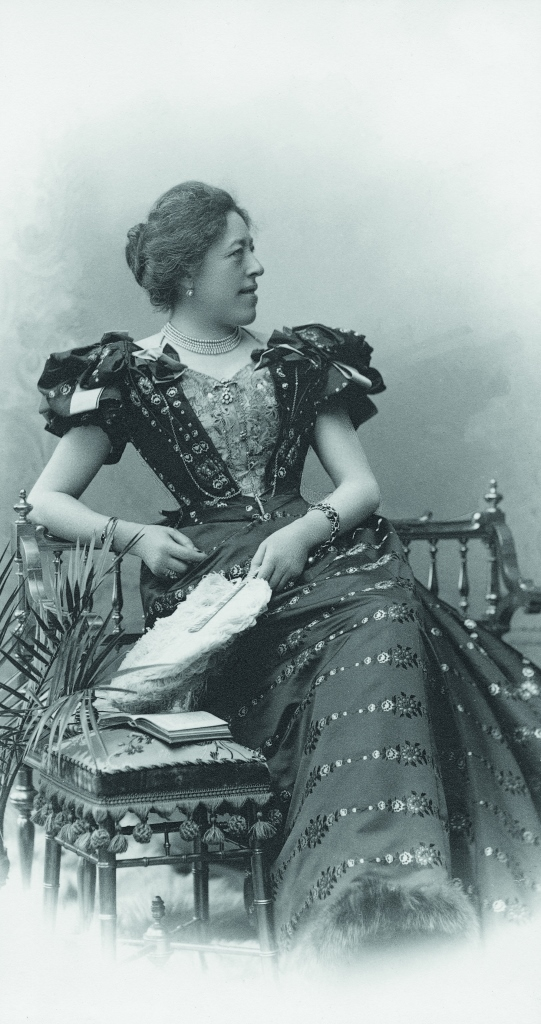
Olga Wisinger-Florian, c.1890

À l'origine de la création, Olga Wisinger-Florian (1844-1923) est la plus forte personnalité du groupe. Ancienne élève de Julius Epstein au Conservatoire de Vienne, elle a dû interrompre sa carrière de pianiste concertiste en 1873 pour un problème digital. Sous la pression de ses parents, Olga Florian épouse alors le riche pharmacien Franz Wisinger, qui a vingt ans de plus qu'elle, mais, après seulement quatre mois de mariage, elle décide de reprendre ses études de peinture commencées à l'adolescence. Elle s'adresse à August Schaeffer, qui se révèlera particulièrement misogyne, puis, pendant quelques années — où elle a fait la connaissance de la toute jeune Alma Schindler —, elle est l'élève d'Emil Jakob Schindler, le maître du style viennois dit "impressionnisme d'atmosphère" ou "d'ambiance" (Wiener Stimmungsimpressionismus (de)) ; grâce à sa forte personnalité et à son talent, elle le dépasse rapidement en notoriété, ce qui déclenche l'irritation du maître et aboutit à leur rupture en 1885. Elle devient à son tour professeure, notamment des filles de son amie l'archiduchesse Clotilde de Saxe-Cobourg. À l'Exposition universelle de 1893 à Chicago, elle expose sept toiles, dont un autoportrait au chevalet en plein air, ce qui est une représentation très peu courante. D'autres peintres autrichiennes sont également représentées. Dans l'immense Pavillon de la femme construit pour l'occasion par Sophia Hayden, Wisinger-Florian, qui a fait le déplacement avec son fils âgé de 18 ans, peut voir des milliers d'œuvres d'art, principalement en peinture, sculpture et arts appliqués, réalisées par des centaines d'artistes du monde entier. En 1900, elle est déjà connue internationalement, ayant exposé à Berlin, Londres (1890), Munich (1891) Prague, Chicago (1893), Paris (1888 et Exposition universelle de 1900) et glané plusieurs médailles. Le galeriste Gustav Pisko organise une exposition rien que pour elle, prélude aux futures expositions du Groupe des Huit. Pour celles-ci, elle a certainement en mémoire l'extraordinaire exposition internationale des femmes artistes à laquelle elle a participé à Chicago en 1893. Animatrice du groupe des Huit, c'est aussi elle qui y expose le plus grand nombre de tableaux. En plus de cette intense activité artistique, Wisinger-Florian a occupé plusieurs fonctions au sein d'associations. Dès sa création en 1885, elle fait partie de l'association VSKW des écrivaines et des femmes artistes de Vienne, avant d'en devenir vice-présidente, puis présidente de 1900 à 1917. Par ailleurs, elle joue un rôle de premier plan dans l'association pacifiste Österreichische Gesellschaft der Friedensfreunde fondée en 1891 par Bertha von Suttner, et elle est membre de l'association autrichienne de lutte contre l'antisémitisme Verein zur Abwehr des Antisemitismus d'Arthur Gundaccar von Suttner. Après la mort de son mari Franz Wisinger en 1890, elle prend de droit la concession de la prospère pharmacie Zum Goldenen Adler, située dans le beau quartier de la Schwarzenbergplatz et fréquentée par la meilleure société viennoise et internationale. Tout ceci fait qu'elle a un impressionnant carnet d'adresses et un réseau de relations dans les milieux intellectuel, artistique, de la finance et de l'aristocratie, alliés à une longue expérience dans la vie associative et l'organisation de rencontres sociales et culturelles. En 2019, le musée Leopold lui a consacré une grande exposition et a publié son catalogue raisonné,.
Bertha von Tarnóczy (en) (1846-1936) descend d'une vieille famille noble hongroise. Elle commence sa formation de peintre à Munich, en étant notamment l'élève de Jeanna Bauck. En 1882, elle est cofondatrice de l'Association des artistes femmes de Munich (Künstlerinnen-Verein München), puis de son école « Académie des Dames » en 1884. Elle est membre de la VSKW dès 1885. Après ses études à Munich, Tarnóczy a également connu la colonie d'artistes de Dachau, où elle a étudié avec Adolf Hölzel. À Vienne, elle étudie encore deux mois avec Emil Jakob Schindler. Fin octobre 1898, elle s'installe à Linz et reprend l'école de peinture de Michaela Paffinger, qui vient de décéder. Comme ses collègues, Bertha von Tarnóczy a beaucoup voyagé, en Hongrie, Dalmatie, France, notamment en Bretagne, Italie et au Tyrol, dont elle a peint les paysages.

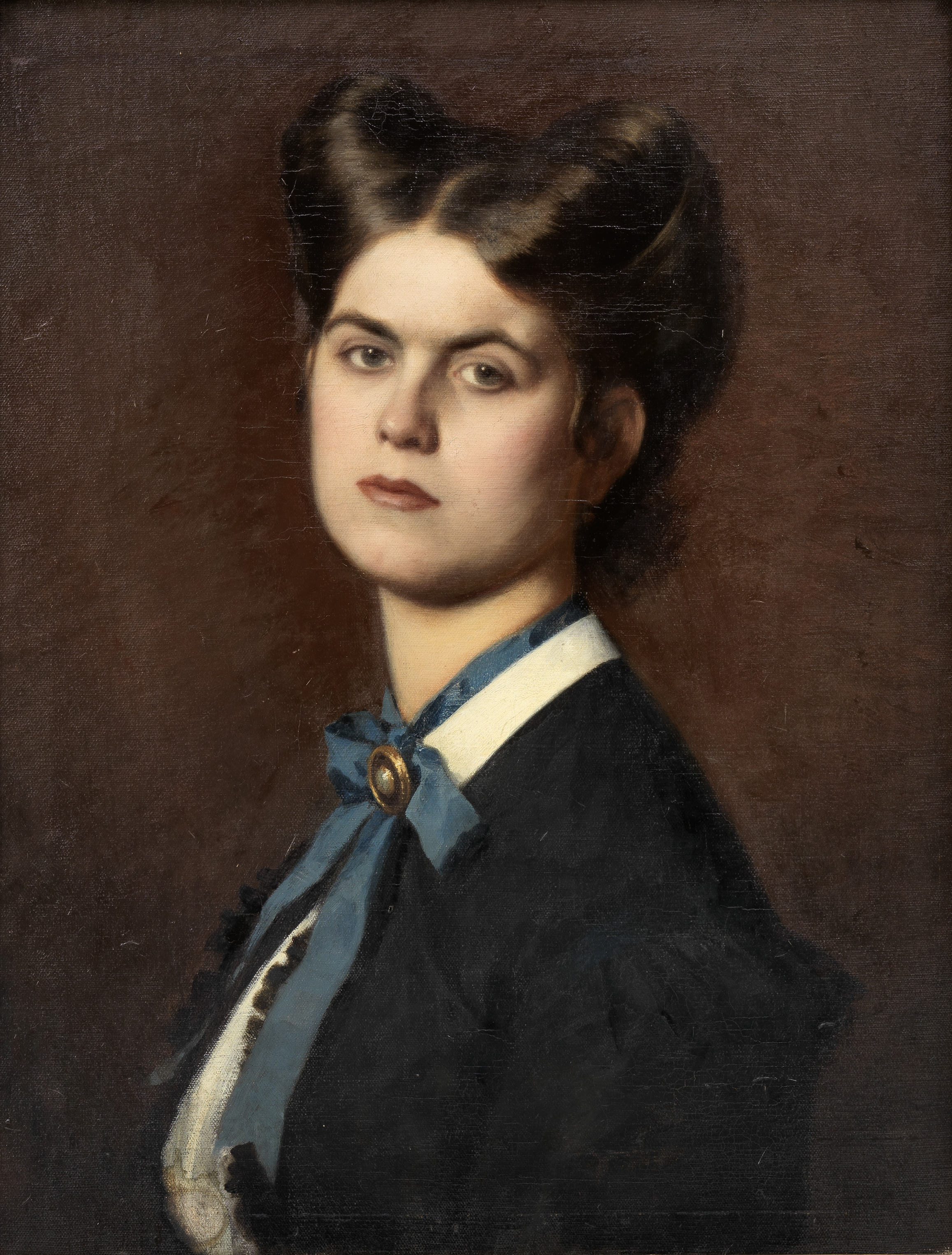
Marie Müller par L.C. Müller, 1866

Marie Müller (1847-1935) est née à Vienne dans une famille d'artistes. Elle est la sœur de Leopold Carl Müller et de Bertha Müller, et aussi la belle-sœur d'Eduard Swoboda (en) et la tante de Rudolf et Josefine Swoboda. Le frère commence ses études à l'Académie des Beaux-Arts de Vienne, une institution qui n'acceptera les femmes qu'en 1920. En 1872, Marie participe au cours préparatoire au dessin figuratif à l'École des arts appliqués de Vienne, puis elle rejoint l'École technique de dessin et peinture d'objets figuratifs de Ferdinand Laufberger. Marie et sa sœur Bertha, qui travaillent ensemble, sont très aidées matériellement par leur frère Leopold et son compagnon August von Pettenkofen. Après avoir accompagné son frère lors de son huitième voyage au Caire en 1883-1884 et peint des portraits d'hommes et femmes africains, Marie Müller présente son travail au public pour la première fois en 1885, d'abord à Londres, puis à Vienne, Berlin, Munich, Dresde et Chicago. Elle est surtout connue à Vienne comme portraitiste, ayant notamment réalisé les portraits de Betty Paoli (1886), August von Pettenkofen (c.1890) et plusieurs de son amie Marie von Ebner-Eschenbach. Bertha Müller et Josefine Swoboda ont également exposé à Chicago et avec les invitées du Groupe des Huit.

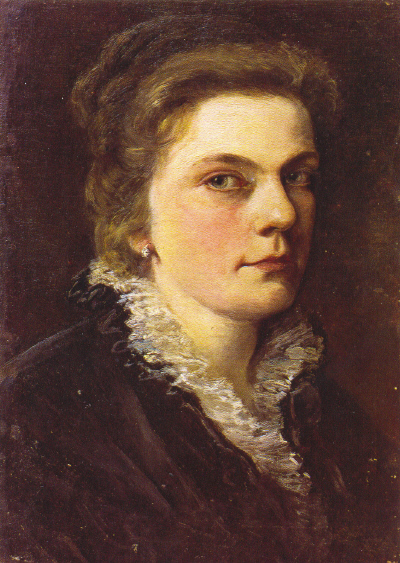
Marie Egner, Autoportrait, 1878

Marie Egner (1850-1940), comme Wisinger-Florian, a été l'élève d'Emil Jakob Schindler dans le pur style viennois du Stimmungsimpressionismus. Elle a eu un parcours assez superposable à celui de Wisinger-Florian, mais détestait les mondanités. Se positionnant au départ comme rivale de son aînée, elle a rapidement rendu les armes et est devenue son amie, tout en lui décernant régulièrement quelques piques dans son Tagebuch : de même que Wisinger-Florian, elle tenait son journal quotidien, souvent rédigé avec humour et causticité et maintenant source importante d'informations sur la vie artistique viennoise, et plus particulièrement sur les Acht Künstlerinnen. Adolescente, elle a appris le piano et le dessin à Graz, avant de partir avec Minna von Budinszky (de) (1850-1913) à Düsseldorf étudier la peinture avec Carl Jungheim. Elle s'y lie d'amitié avec Hugo Darnaut, qui a passé sa jeunesse à Graz, et qui sera aussi élève de Schindler. Après avoir travaillé à Vienne le temps de gagner quelque argent et de se perfectionner avec Schindler, elle se rend en Angleterre, où elle enseigne à des jeunes filles et apprend l'aquarelle avec Robert Weir Allan (en). Ses peintures ont été exposées à Londres (1888), Munich (1889 et 1892), Berlin (1898) et lors des expositions universelles de Chicago 1893 et Paris 1900. Elle est active au sein de la VSKW à partir de 1895, et fait partie du club des aquarellistes Aquarellisten-Club der Genossenschaft der bildenden Künstler de Vienne. Elle voyage tout au long de sa vie à travers l'Europe, dont les paysages l'inspirent. Au sein des Huit, elle est celle qui a exposé le plus après Wisinger-Florian. On estime qu'elle a réalisé 3 000 œuvres au cours de sept décennies. Une exposition lui a été consacrée au Palais Coburg, en 1981, reprise aux États-Unis à Houston et New York, et une autre en 1993, avec l'édition de son catalogue raisonné.
Marianne von Eschenburg (en) (1856-1937) nait dans une famille autrichienne noble catholique ; son père est le baron Heinrich Purtscher von Eschenburg, et sa mère, Theresa Dumreicher, est issue également d'une famille noble. Elle est la nièce du peintre d'histoire, de genre et de fresques Karl von Blaas, chez qui elle commence un tardif apprentissage, ayant annoncé que, si elle n'était pas mariée à 24 ans, elle deviendrait peintre. Elle complète sa formation à Paris avec Carolus-Duran, Henri Martin et Élisa Koch. Elle est membre de la VSKW dès 1887, et après la mort de Blaas en 1894, reprend son atelier. Elle a exposé dans différentes villes d'Autriche, et aussi à Chicago en 1893 avec les peintres autrichiennes. Elle visite souvent Paris et la France, ainsi que l'Allemagne, l'Italie et la Suisse. En 1904, elle fait un séjour dans la colonie d'artistes de Darmstadt. Au sein du groupe des Huit, elle est la confidente et la précieuse et presque unique collaboratrice de Wisinger-Florian, en assumant notamment la correspondance avec les artistes invitées. En Autriche, elle reste connue pour ses portraits de personnages célèbres, notamment celui de la militante des droits des femmes Marianne Hainisch.

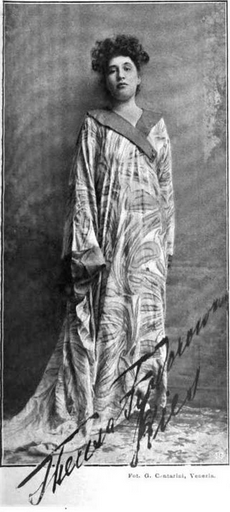
Teresa Ries, 1906

Teresa Feodorovna Ries (1866-1956) est née à Pest dans une riche famille juive qui s'installe à Moscou l'année suivante. Grâce à un subterfuge, elle est admise à l'École de peinture, de sculpture et d'architecture de Moscou. Une dispute avec son professeur conduit à son expulsion, et elle décide de poursuivre sa formation à Vienne avec Edmund von Hellmer, dont elle fera plusieurs portraits en peinture et en sculpture. Dans les premières années de sa carrière, elle se consacre à la sculpture monumentale, ce qui était tout-à-fait inhabituel pour une femme à cette époque. Elle devient célèbre du jour au lendemain grâce au scandale provoqué par sa sculpture « Sorcière faisant sa toilette pour la nuit de Walpurgis » montrée au Künstlerhaus en 1896 et remarquée par l'empereur François-Joseph, ainsi que par Gustav Klimt. À partir de cette date, Ries participe à des expositions à la Sécession, à l'Exposition universelle de Paris 1900, Venise (1903 et 1910), Munich (1908), Turin et Rome (1911), et reçoit plusieurs prix. En 1906, le prince Aloïs de Liechtenstein met à sa disposition un immense atelier dans la galerie du palais Liechtenstein. Au sein du groupe des Huit, dont elle est l'une des trois plus jeunes, mais déjà aussi célèbre internationalement que Wisinger-Florian, les rapports avec "Tante Olga" sont parfois tendus. Son esprit de groupe est moins prononcé, et, n'ayant pas besoin d'argent, elle expose peu, tout en essayant de réserver ses créations pour des opportunités qu'elle juge plus prestigieuses. Par exemple, elle ne participe pas à l'exposition viennoise des 8 Künstlerinnen de 1906, mais expose à celle des Eight Ladies Artists à Londres la même année. Pour la première exposition du groupe en janvier 1901, elle présente les tableaux Paysan russe (1892), Portrait de l'acteur Rudolf Christians (1897), Portrait du sculpteur Edmund von Hellmer (1899) et le bronze Der Kuss (1900). En 1904, elle expose plusieurs plâtres et son Autoportrait en blouse de peintre de 1902, qui reflète bien sa fière personnalité. Plus renommée comme sculptrice que comme peintre, beaucoup de ses sculptures ont été détruites par les nazis, par une bombe en 1944 ou par des vandales, ou ont disparu, et ne sont plus connues que par des photographies. La recension de ses œuvres a été établie par Silvia Schmidt en 2021.

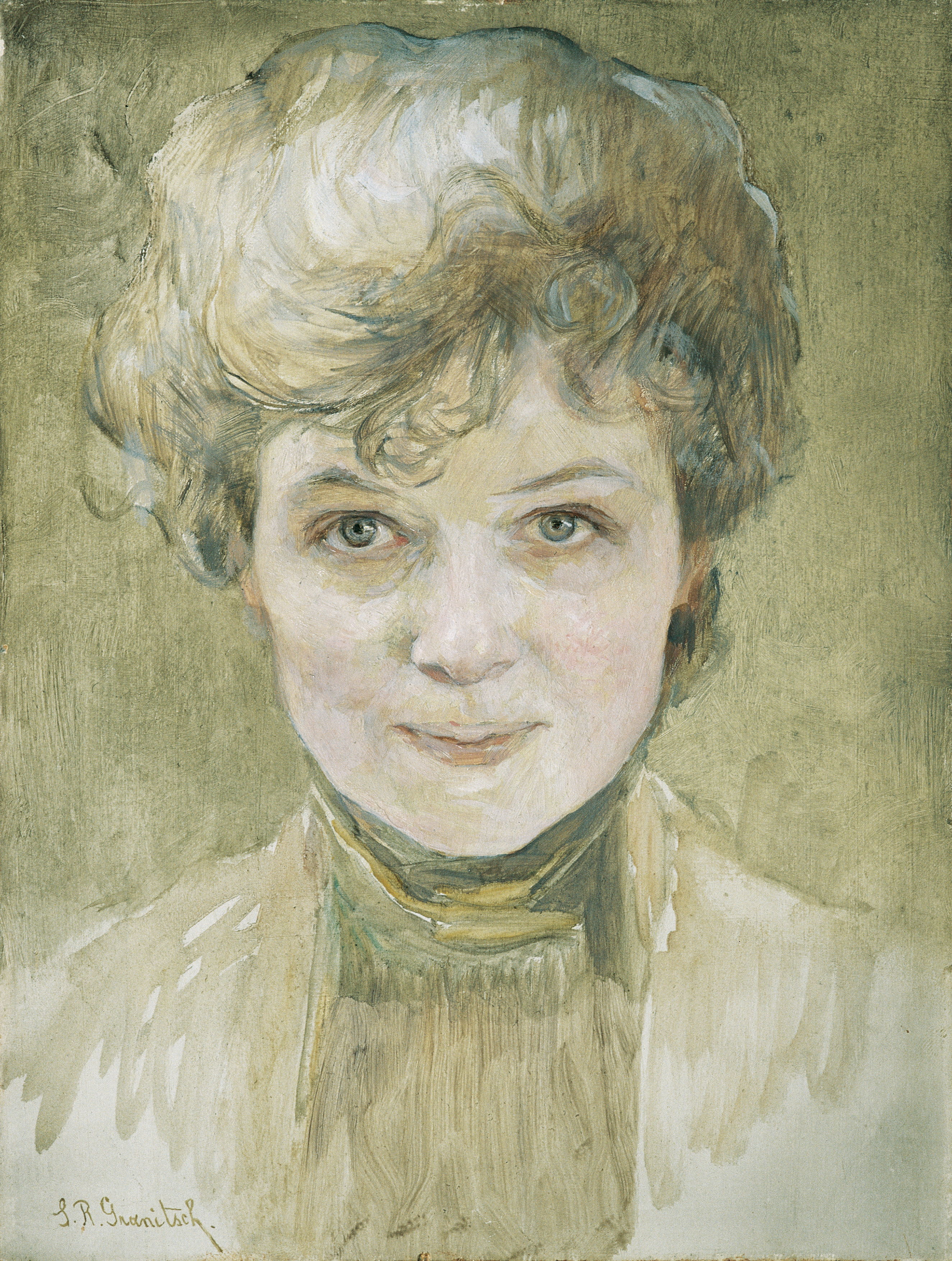
Susanne Granitech, Autoportrait

Eugenie Breithut-Munk (de) (1867-1915) est née à Vienne, où elle commence l'étude du dessin dans l'école privée pour femmes et jeunes filles de Franz Pönninger (de), puis la peinture à l'École des arts et métiers avec Friedrich Sturm (en), Karl Karger (de), Felician Myrbach et Alois Delug. Elle poursuit sa formation auprès de Ludwig Schmid-Reutte à l'Académie des Dames de l'Association des artistes de Munich fondée par Bertha von Tarnóczy. Elle étudie à Paris et à Londres grâce à une bourse. À Paris en 1892, elle est dans la section autrichienne de l'Exposition des Arts de la Femme au palais de l'Industrie et des Beaux-Arts, recevant la Mention honorable. D'autres voyages l'ont emmenée en Bretagne, en Belgique et aux Pays-Bas. Elle retourne à Vienne en 1900 et épouse le peintre, médailleur, sculpteur et orfèvre Peter Breithut (de) (1869-1930). Bénéficiant vraisemblablement des relations de son mari, membre du Künstlerhaus et du Hagenbund, et qui exposait régulièrement à la Sécession viennoise entre 1905 et 1913, elle expose essentiellement en Autriche. En 1908, elle participe au Kunstschau de Vienne dont Gustav Klimt préside le comité. Sa production est variée, comportant des paysages urbains, notamment des vues d'Amsterdam, Knocke et Emden, des peintures de genre et des portraits, mais est très peu présente dans les musées. En même temps que Susanne Granitsch, elle a réalisé deux des six peintures murales allégoriques qui surmontent l'entrée du Musée des arts appliqués de Vienne depuis 1893.
Susanne Granitsch (de) (1869-1946) est née à Vienne, fille d'un député du conseil impérial, avocat et collectionneur d'art. Il possédait notamment une aquarelle de Wilhelm August Rieder (de) de 1825 représentant Franz Schubert. Le frère aîné, Robert (1865-1937), épousera Helene Margarethe Mündl (de), très impliquée dans les organisations féministes et pacifistes. La petite Susanne fait ses premières études à l'Institut d'enseignement et d'éducation (Lehr- und Erziehunginstitut) des sœurs Adele et Alma von Gunesch, puis à l'association Wiener Frauen-Erbverb-Verein, avant de décider à 16 ans de devenir peintre. En 1885, elle s'inscrit à l'École des arts et métiers, et, à partir de 1887, étudie avec Karl Karger (de). Des visites d'études à Munich suivent en 1888 et 1892. En 1893, de même que sa camarade d'études Eugenie Munk, elle réalise deux des six peintures murales allégoriques qui surmontent l'entrée du Musée des arts appliqués de Vienne. On relève son nom dans le catalogue de la Troisième exposition internationale du Künstlerhaus de mars 1894 parmi une vingtaine d'autres peintres autrichiennes, avec les déjà célèbres Tina Blau, Olga Wisinger-Florian et Marie Egner, dont elle se démarque par l'abandon du Stimmungsimpressionismus et de la peinture de paysages. À l'opposé des autres artistes des Huit, elle voyage peu, et n'expose pratiquement qu'en Autriche. Sur le plan technique, elle utilise la peinture à l'huile, le pastel, l'aquarelle et le dessin au fusain ou à la sanguine. Elle réalise des scènes de genre et surtout des portraits, notamment de personnages célèbres à l'époque, le sculpteur Hermann Klotz (de) (1917), le professeur d'histoire de l'art Anselm Weißenhofer (1933), l'écrivain Richard Plattensteiner (de) (1934), et naturellement le maître qui avait décelé son talent et toujours cru en elle, Karl Karger (1913). Elle aime faire des études et des portraits d'enfants et de jeunes femmes, dont sa jeune sœur Edith von Schick (1895), qui sera son héritière. Comme Teresa Ries et Eugenie Munk, Granitsch est nettement plus jeune et "moderne" que les cinq autres du groupe, et fait des études de nus masculins et féminins. Elle a fait au moins quatre autoportraits, dont le dernier, inachevé, en 1944. En dehors du groupe des Huit, elle fait partie avec Marie Egner du Club des aquarellistes de Vienne, mais elle n'est membre d'aucune autre association. Elle ne prend d'ailleurs qu'un rôle très réduit dans le fonctionnement d'Acht Künstlerinnen, qui était essentiellement assuré par Wisinger-Florian et Eschenburg.

## Activité

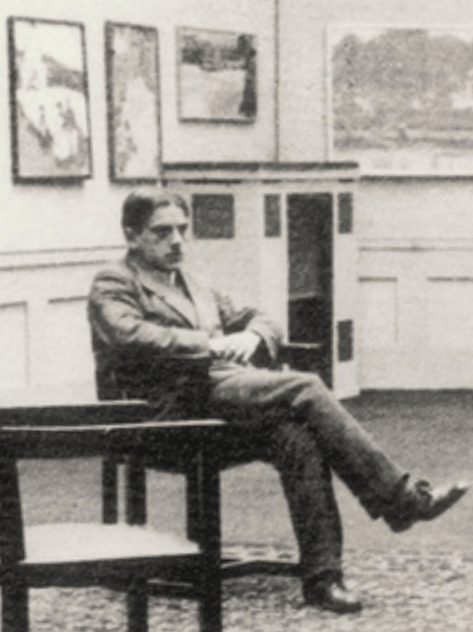
Gustav Pisko dans sa galerie, 1909

À Vienne, les expositions du groupe des Huit se tiennent à la galerie d'art Pisko (de), fondée en 1895, installée Parkring 2 puis transférée en 1907 Lothringerstraẞe 14, tout près de la Schwarzenbergplatz. Le galeriste et marchand d'art Gustav Pisko (1866-1911) y organisait de fréquentes expositions, avec la formule optionnelle d'un abonnement annuel pour y assister. Chaque exposition de cette galerie, la plus réputée de Vienne avec la Galerie Miethke, était un rendez-vous obligé de l'aristocratie viennoise, avec en tête la princesse Pauline von Metternich-Sándor et l'archiduchesse Maria Josepha, tandis que la visite de l'empereur François-Joseph était l'événement culturel de prestige le plus attendu. Pisko présentait régulièrement des expositions d'artistes femmes, comme Tina Blau en 1899, 1903 et 1909, Olga Wisinger-Florian en 1900, Hermine Ginzkey (de) et Marie Keller-Hermann (de) en 1903, ou d'autres qui pouvaient difficilement exposer ailleurs, telles les artistes moins célèbres que Wisinger-Florian d'Acht Künstlerinnen et leurs invitées, un groupe qu'il soutiendra fidèlement de 1900 jusqu'à sa mort prématurée en 1911. Autres aspects de l'audacieuse ouverture d'esprit de Pisko, il présente en 1899 les dessins des caricaturistes de Simplicissimus, une revue qui déplaisait fortement à l'Empereur, et, en 1907, pour rester proche des modernes et de l'avant-garde, il engage Arthur Roessler comme conseiller artistique et scientifique, en exposant Egon Schiele et le Neukunstgruppe en décembre 1909.
Grâce aux contacts de Bertha von Tarnóczy avec l'Association artistique de Haute-Autriche (Oberösterreichische Kunstverein (de)) et sa présidente Agathe von Schwabenhau (de), les Huit et leurs habituelles artistes invitées peuvent présenter leurs œuvres à Linz en 1902, et de nouveau en 1909.
En 1906, il y a longtemps que la notoriété d'Olga Wisinger-Florian a dépassé les frontières lorsque son groupe est invité à exposer à Londres, aux côtés de neuf autres associations d'Autriche-Hongrie, qui, elles, ne comprennent pas ou presque pas de femmes.
La dernière exposition des Huit a lieu à Vienne en 1912. Très peu documentée dans les archives, elle est restée longtemps ignorée de toutes les notices et recherches, et n'a été révélée en détail que par la publication de la thèse de Kimberly-Mara Zwiener en 2023 (cf. Bibliographie). Moins réussie que les précédentes, cette sixième exposition viennoise s'avère être le chant du cygne du Groupe des Huit de Vienne.

## Expositions et réception

### À Vienne

#### Les cinq grandes expositions (1901-1909)
- 8 Künstlerinnen und ihre Gäste, Parkring 2, 12 janvier 1901. Catalogue non daté[43], où l'on relève parmi les dix-sept artistes invitées, Olga Boznańska, Gisela Falke von Lilienstein (en) (artisanat), Hedwig Friedländer (de), Camilla Göbl (de), Mina Hoegel (de), Hermine von Janda (de), Ernestine von Kirchsberg (en), Lea von Littrow (en), Hermine Laukota (de), Emilie Mediz-Pelikan, Maria Ressel (de), Josefine Swoboda et les sculptrices Melanie Horsetzky von Hornthal (de) et Elsa Kövesházi-Kalmár.
- 8 Künstlerinnen und ihre Gäste, Parkring 2, 4 janvier au 3 février 1902. 26 invitées, dont, parmi les nouvelles, Marie Arnsburg (de), Hermine Munsch (de), Emily Shanks, Marianne Stokes, Julie Wolfthorn et Clara Walther (de)[44].
- 8 Künstlerinnen und ihre Gäste, Parkring 2, 2 janvier 1904 : 35 invitées dont, parmi les nouvelles, Marie Ertl (de), Hermine Ginzkey (de), Lila Gruner (de), Hermine Hanel (de), Friederike Koch von Langentreu (de), Rosa Mayreder, Cornelia Paczka-Wagner, Martha Unverhau (de) et la sculptrice Rosa Silberer (de)[45].
- 8 Künstlerinnen und ihre Gäste, Parkring 2, 3 janvier 1906 : 52 invitées, dont, parmi les nouvelles, Bertha Müller, Henriette Mankiewicz (de) (artisanat), Maria Augustin (de), Emma Löwenstamm (de) et Hermine Heller-Ostersetzer (de)[46]. Teresa Ries a annulé sa participation à la dernière minute[47].
- 8 Künstlerinnen und ihre Gäste, Lothringerstraẞe 14, 5 janvier 1909 : 56 invitées, dont, parmi les nouvelles, Dora Hitz, Ellen Tornquist (de), Emilie von Hallavanya (de), Emmi Walther (de), Konstanze von Breuning (de), Elise Neumann Hedinger (en), Isa Jechl (de), Käthe Kollwitz, Eleonore Doelter (de), Olga Krieghammer (de), Zora Preradović (hr) et les sculptrices Ilse Twardowski-Conrat et Josefine Christen (de)[48]. Marie Müller n'y expose pas.

Les expositions des Huit sont des évènements artistiques, mais aussi très mondains. Chaque inauguration voit se presser une foule de 2 000 spectateurs. De même que la baronne Marianne von Eschenburg et Bertha von Tarnóczy, beaucoup d'artistes invitées appartiennent à la noblesse et à la haute société viennoise, et le public des vernissages est constitué de l'aristocratie — surtout féminine, princesses, archiduchesses, comtesses et baronnes, alors que ce sont les époux qui ont le pouvoir d'acheter —, de ministres ou hauts fonctionnaires attachés à la cour, de généraux, de banquiers et d'industriels. Cet aspect féminin et mondain, ainsi que le dilettantisme de certaines exposantes, dessert la portée artistique de l'évènement, et tandis qu'une presse féministe donne des comptes rendus objectifs, simplement informatifs, ou plus développés,, la presse généraliste est divisée, entre le peintre Wilhelm Trübner très positif dans Neues Wiener Tagblatt en 1909 et certains articles de la très lue Neue Freie Presse préférant occulter l'aspect culturel, citer quelques anecdotes et afficher une moqueuse misogynie. Pour le critique respecté Ludwig Hevesi (de), l'exposition de 1901 est « très féminine mais pas inintéressante »,. Cependant, en dehors de l'Autriche, la presse ne parle que très peu de ces évènements. En Allemagne, Berta Zuckerkandl-Szeps publie un commentaire favorable avec néanmoins quelques réserves dans Die Kunst für Alle de 1902, et dans The Studio de la même année, Amelia Sarah Levetus (en) informe ses lecteurs anglo-américains de l'activité des huit Viennoises et commente largement leurs œuvres.

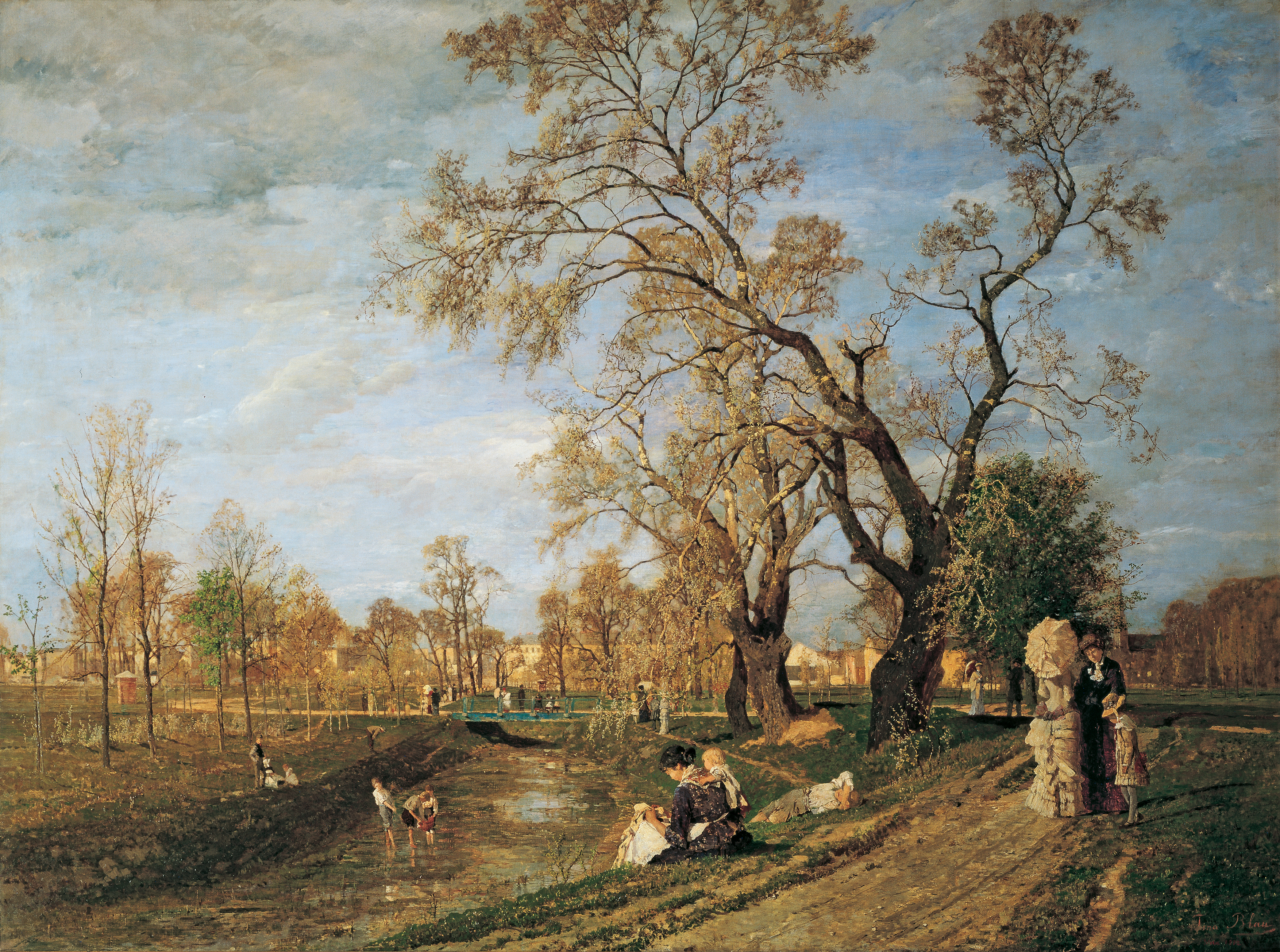
Tina Blau, Printemps au Prater

En ce qui concerne les visiteurs, les hommes sont nettement minoritaires, et peu enclins à ouvrir leur portefeuille, ce qui affecte les ventes. Sur le plan financier, malgré les valeurs sûres que sont Wisinger-Florian, Egner ou Tarnóczy, il n'est pas certain que le marchand Gustav Pisko y ait trouvé suffisamment son compte ; en 1903, il déclarait : « Tina Blau, qui expose actuellement avec moi, aurait des prix de vente complètement différents si elle était un homme et non une femme ! », ce qui expliquerait, avec les difficultés d'organisation, l'espacement progressif des expositions et leur arrêt après la sixième en 1912.

#### La dernière exposition de 1912
- 8 Künstlerinnen und ihre Gäste, Lothringerstraẞe 14, du 17 février au 12 mars 1912. Le projet est envisagé dès février 1911 par Wisinger-Florian, Egner et Eschenburg [56], mais Gustav Pisko meurt d'une méningite foudroyante le 3 mars 1911, à 44 ans ; c'est sa jeune veuve et nièce Clementine Töpfer-Pisko (1881-1956)[57] qui assurera la direction de la galerie jusqu'en 1914, sans prendre le risque de favoriser les artistes femmes, à part la photographe officielle de la cour Pauline Kruger Hamilton (en). Par ailleurs, Wisinger-Florian, qui voudrait inviter plus d'artistes étrangères, rencontre de grosses difficultés d'organisation, et, à part Eschenburg, elle n'est guère aidée par ses jeunes collègues. Il faut dire qu'entre-temps a été fondée l'« Association des femmes artistes en arts visuels d'Autriche » (Vereinigung bildender Künstlerinnen Österreichs (de), ou VBKÖ[58]), pourvue d'un comité directorial efficace, richement subventionnée, et qui a recruté plusieurs des anciennes invitées des Huit. Finalement, il n'y aura que 21 invitées en février 1912. De plus, beaucoup d'œuvres exposées ont déjà été vues les années précédentes. Les échos dans la presse viennoise sont très discrets, et hors d'Autriche, il y a seulement un article du Pester Lloyd hongrois.

### Autres expositions
- Linz, 16 février-2 mars 1902 : 8 Künstlerinnen und ihre Gäste : avec 27 invitées, cette exposition est sensiblement la même que l'exposition viennoise de janvier, légèrement réduite en nombre d’œuvres exposées. Comme à d'autres occasions ultérieures, Teresa Ries n'y participe pas. Exprimant son désaccord avec l'accueil favorable fait à Vienne, le peintre et critique Vinzenz von Lychdorff décrit l'ensemble comme « une élégante peinture de salon ».
- Londres, dans le cadre de l'« Imperial Royal Austrian Exhibition » 5 mai-6 octobre 1906, Earls Court Exhibition Centre[59] : Eight Lady-Artists of Vienna, où sont présentées des œuvres des huit artistes du groupe[60]. L’exposition londonienne de l'Autriche impériale recueille un immense succès et attire 1,5 million de visiteurs.
- Linz, 1909 : 8 Künstlerinnen und ihre Gäste : il n'existe ni catalogue ni article de journal archivés concernant cette exposition[56], probablement sensiblement la même que l'exposition viennoise de janvier 1909.

## Postérité
Après Die Acht Künstlerinnen en 1901, d'autres groupes d'artistes ont été connus sous le nom « Les Huit » :
- The Eight en 1908 à New York
- A Nyolcak (Les Huit) en 1909 à Budapest.

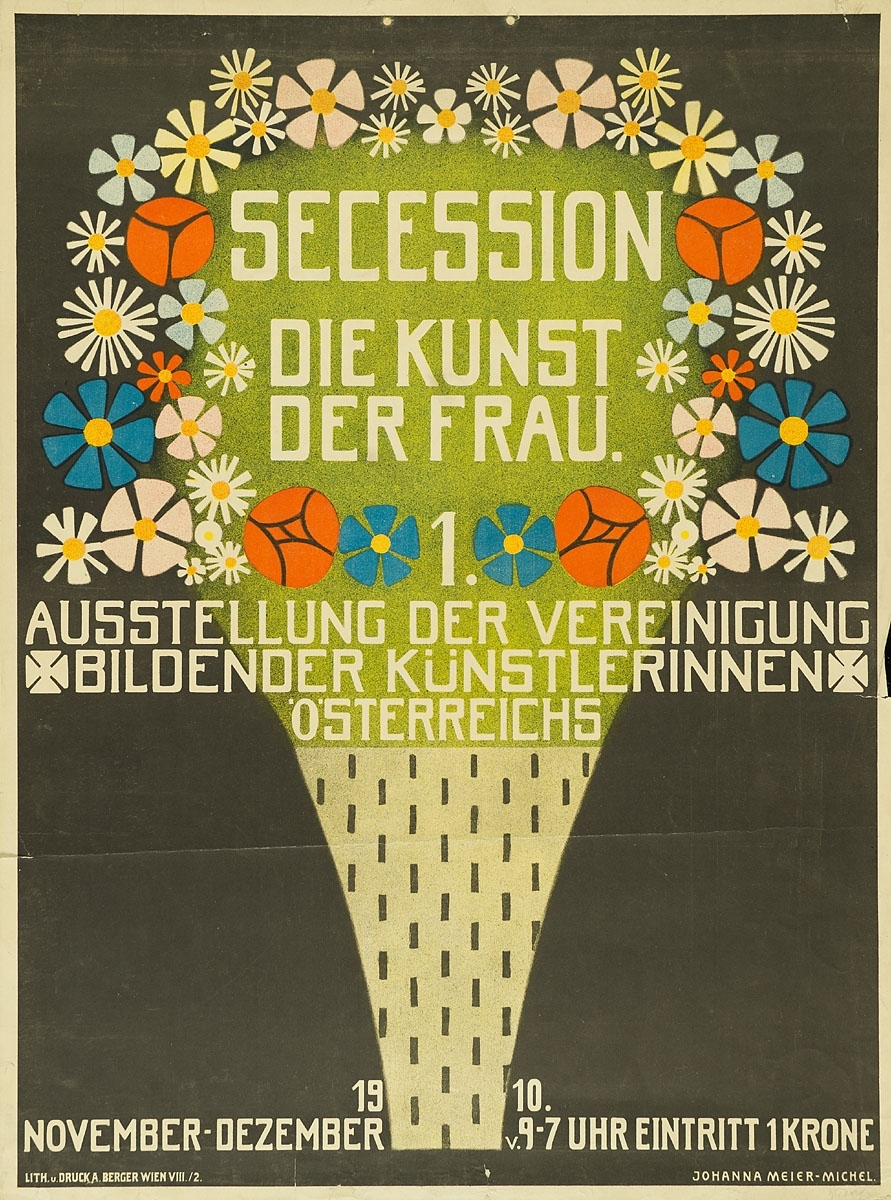
Affiche de l'exposition Die Kunst der Frau, 1910

Acht Künstlerinnen ne donne plus de signe d'activité après l'exposition un peu décevante de 1912. C'est aussi l'époque où Olga Wisinger-Florian, âgée de 68 ans, ressent les troubles de la vision qui aboutiront bientôt à sa cécité. Deux ans auparavant avait été fondée la Vereinigung bildender Künstlerinnen Österreichs (VBKÖ), et la baronne Olga Brand-Krieghammer (de), ancienne invitée des Huit en 1909, en avait été élue présidente. La première exposition de la VBKÖ est présentée en novembre-décembre 1910 au palais de la Sécession, intitulée Die Kunst der Frau et consacrée aux grandes dames de la peinture, allant de Sofonisba Anguissola aux impressionnistes françaises Berthe Morisot et Eva Gonzalès, en passant par Marguerite Gérard et Rosa Bonheur. Dans le même esprit que Die Acht Künstlerinnen, elle présente aussi de nombreuses artistes contemporaines autrichiennes et de toute l'Europe, allemandes, anglaises, françaises, belges, hongroises, etc., et aussi américaines et russes. Cette exposition, un précédent majeur de Women Artists: 1550-1950 de 1976, est une grande réussite et attire 12 000 visiteurs. À la différence des catalogues de Pisko, ceux de la VBKÖ donnent de façon avisée la liste des mécènes et incorporent aussi des pages publicitaires. Craignant pour l'avenir de leur propre groupe, les Huit n'ont pas souhaité rejoindre la nouvelle association — ce que plusieurs d'entre elles feront plus tard —, néanmoins Olga Wisinger-Florian, Marie Egner, Eugenie Munk, Bertha von Tarnóczy et Teresa Feodorovna Ries sont invitées à exposer leurs œuvres en 1910 et 1912.
Comme souvent en ce qui concerne les artistes femmes, une condescendance misogyne combinée au souci d'éliminer la concurrence et à la crainte de l'émancipation féminine a contribué à l'effacement du Groupe des Huit, favorisé également dans son cas par l'ombre portée par la Sécession et tous les nouveaux mouvements picturaux du début du XXe siècle dont ces artistes étaient restées éloignées.
Près d'un siècle après cette décennie glorieuse des années 1900, complètement oubliée dès avant la Seconde Guerre mondiale, et plus que son intérêt pictural, c'est la démarche résolument féministe du groupe qui a suscité à partir de la fin du XXe siècle l'intérêt des historiennes de l'art Sabine Plakolm-Forsthuber (de), Julie M. Johnson, Megan Brandow-Faller, Marianne Baumgartner et Kimberly-Mara Zwiener (cf. Bibliographie). À une époque où les femmes se voyaient en effet refuser l'adhésion aux principales associations d'artistes et dépendaient du bon vouloir des hommes pour exposer leurs œuvres, et donc les vendre, les Acht Künstlerinnen ont conquis un espace d'exposition personnel, ont invité une centaine de consœurs à exposer avec elles, ont rendu visibles plusieurs centaines de leurs œuvres et ont attiré plusieurs milliers de visiteurs à leurs expositions. Elles ont ainsi joué un rôle pionnier pour les associations d'artistes femmes en Autriche.

## Galerie

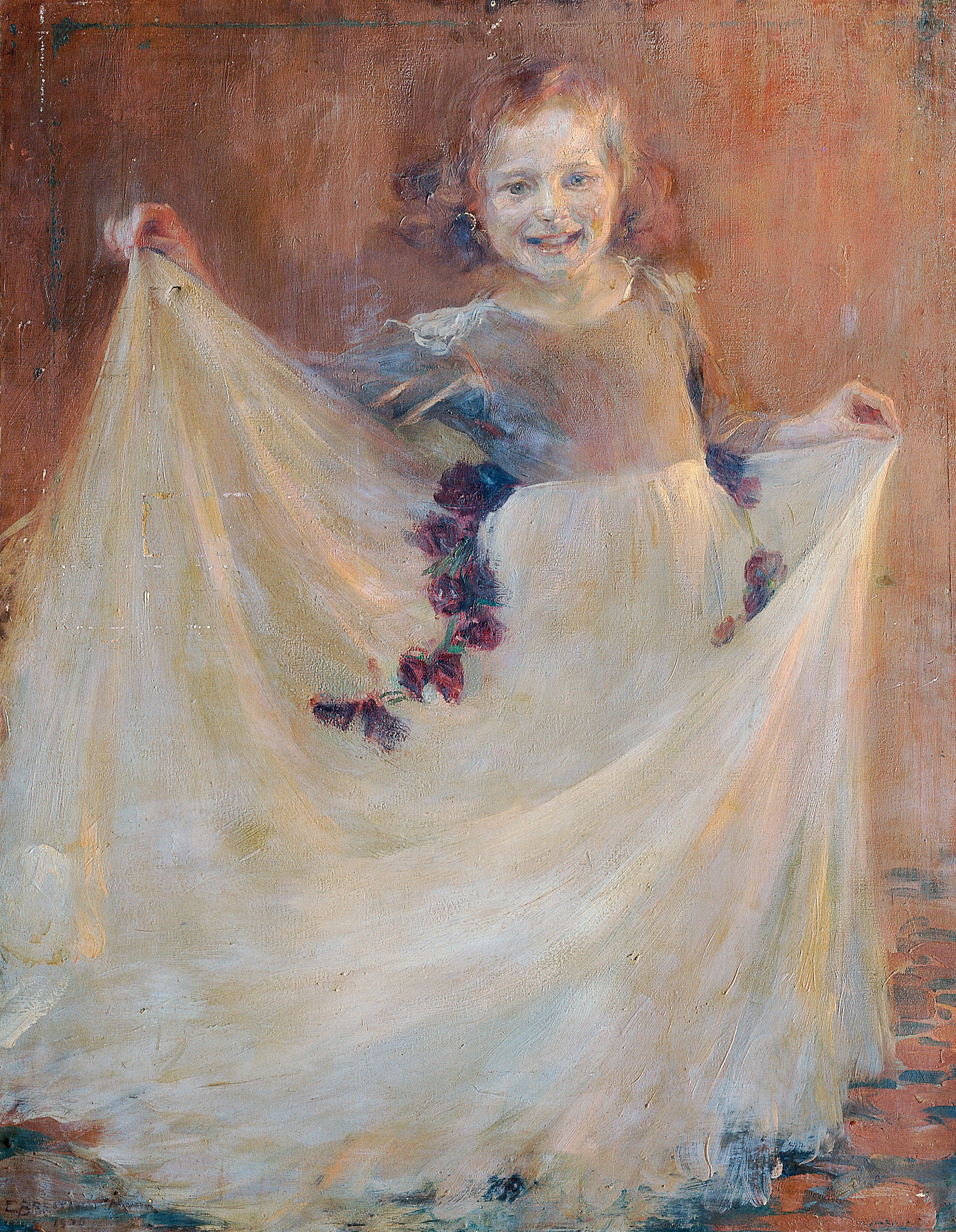
Eugenie Breithut-Munk, Fillette dansant, 1905
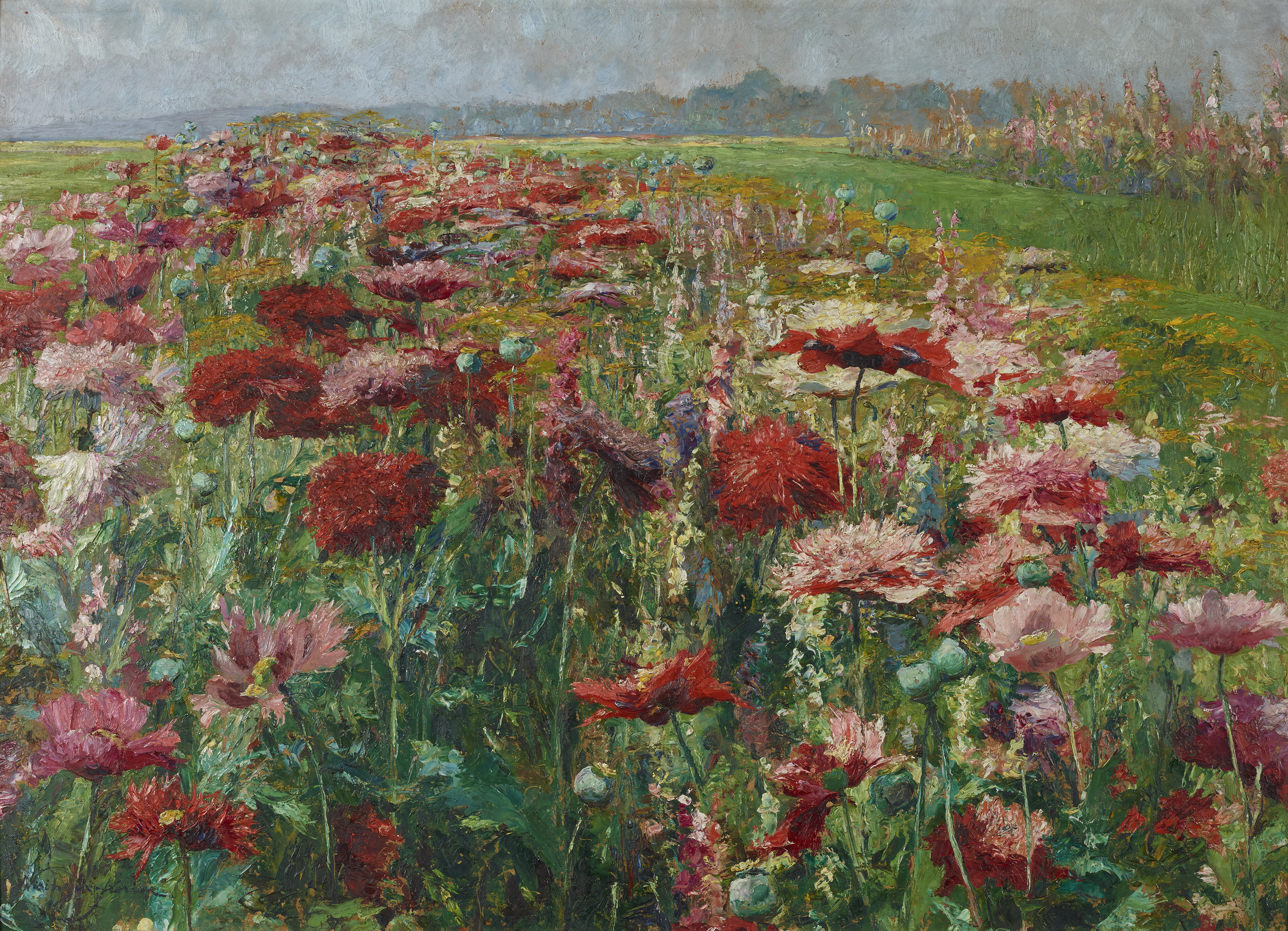
Olga Wisinger-Florian, Coquelicots en fleurs, c.1895-1900
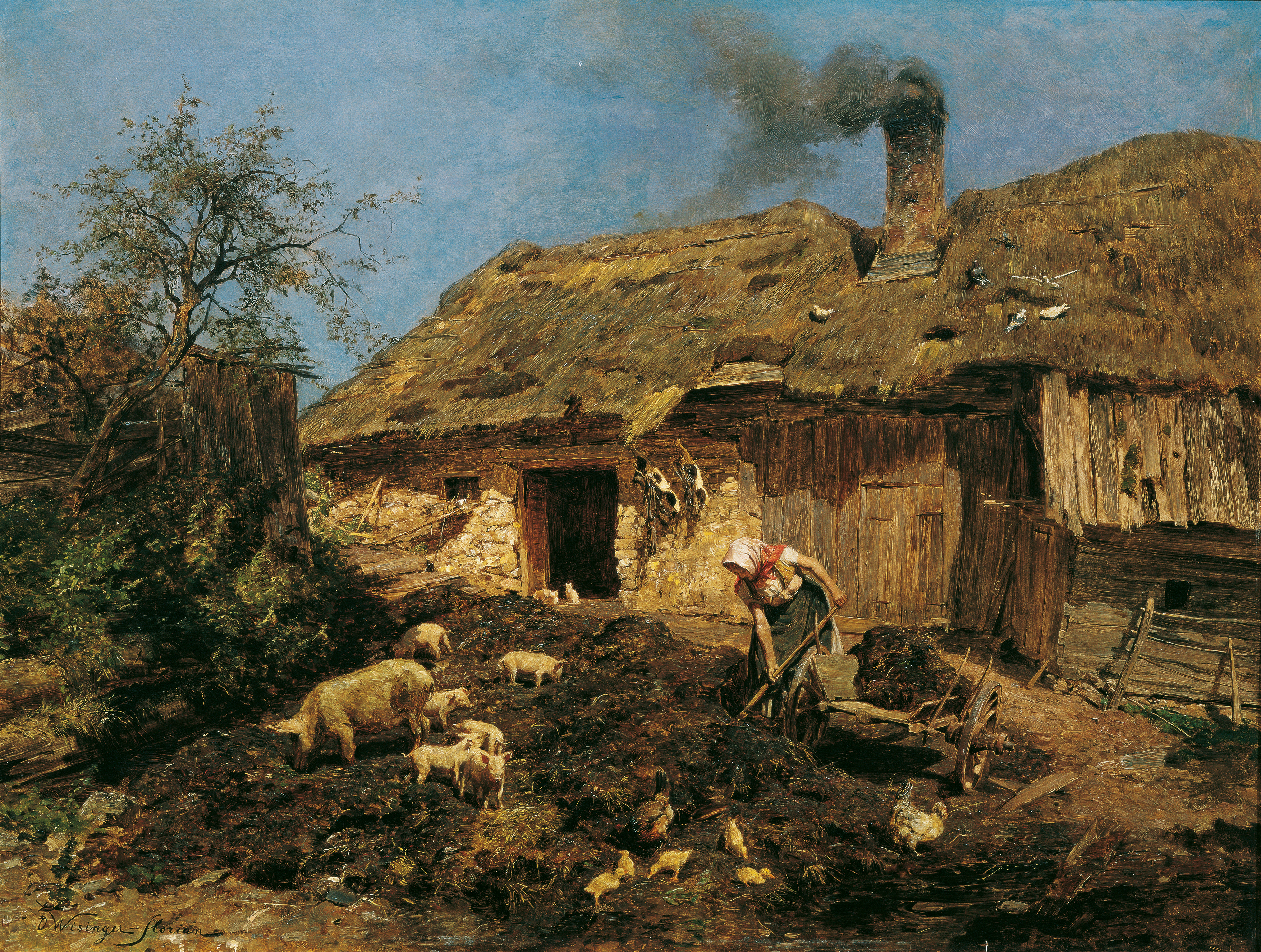
Olga Wisinger-Florian, Le travail à la ferme, 1888
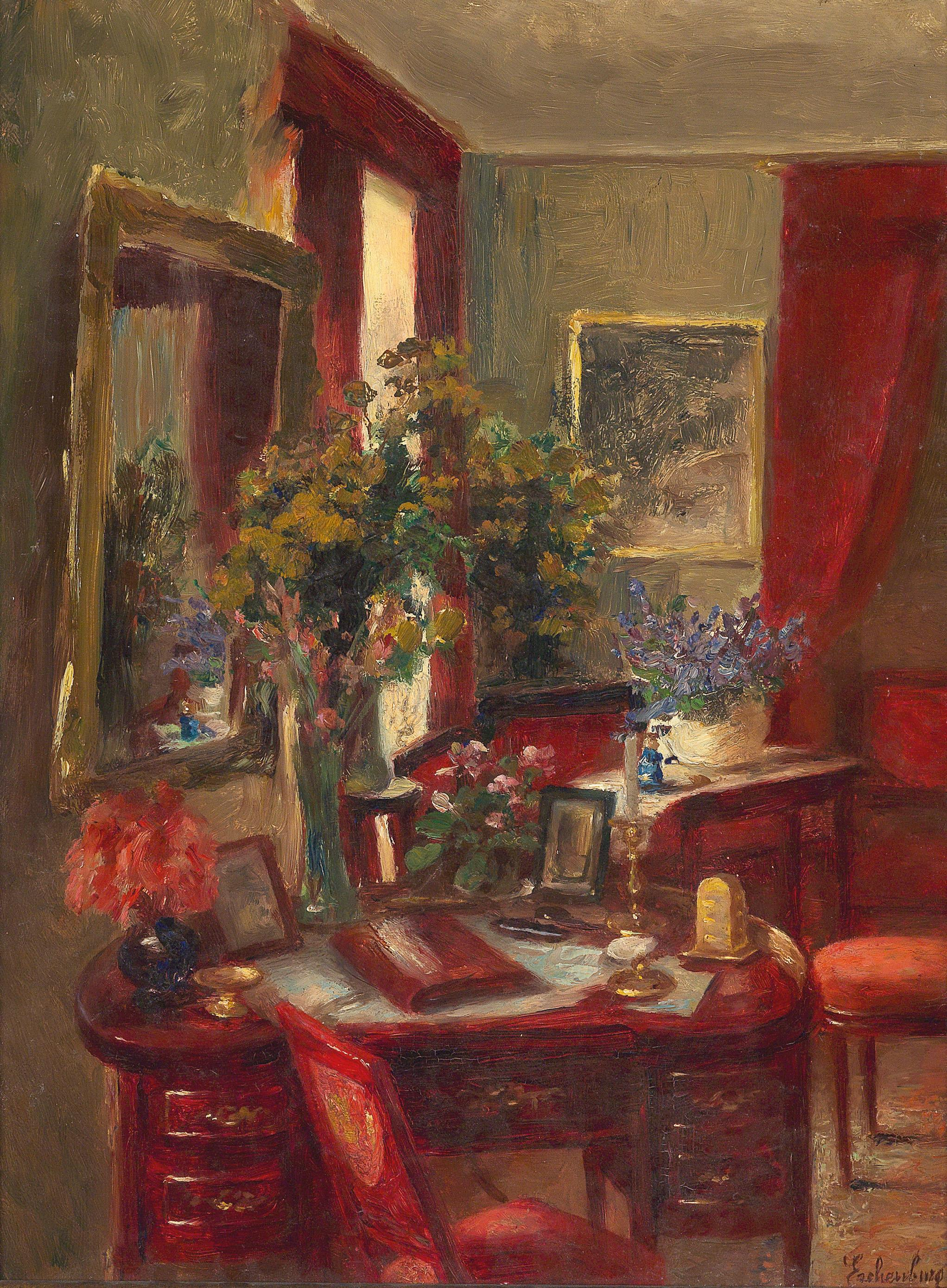
Marianne von Eschenburg, L'atelier d'Olga Wisinger-Florian
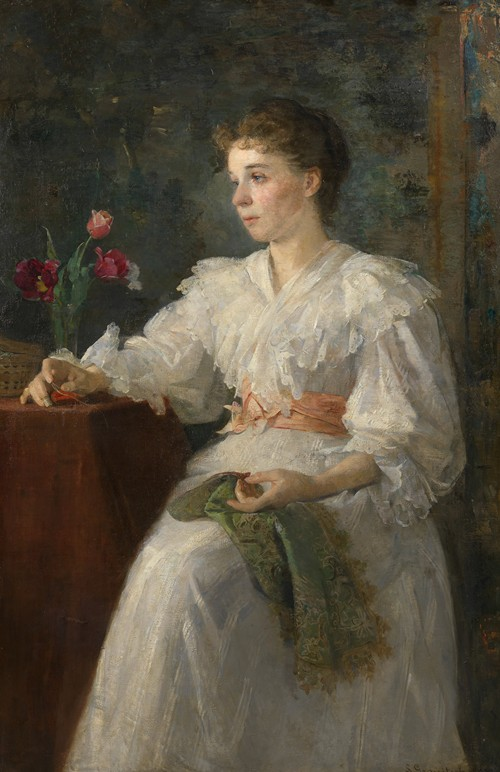
Susanne Granitsch, Portrait de sa sœur Edith, 1895
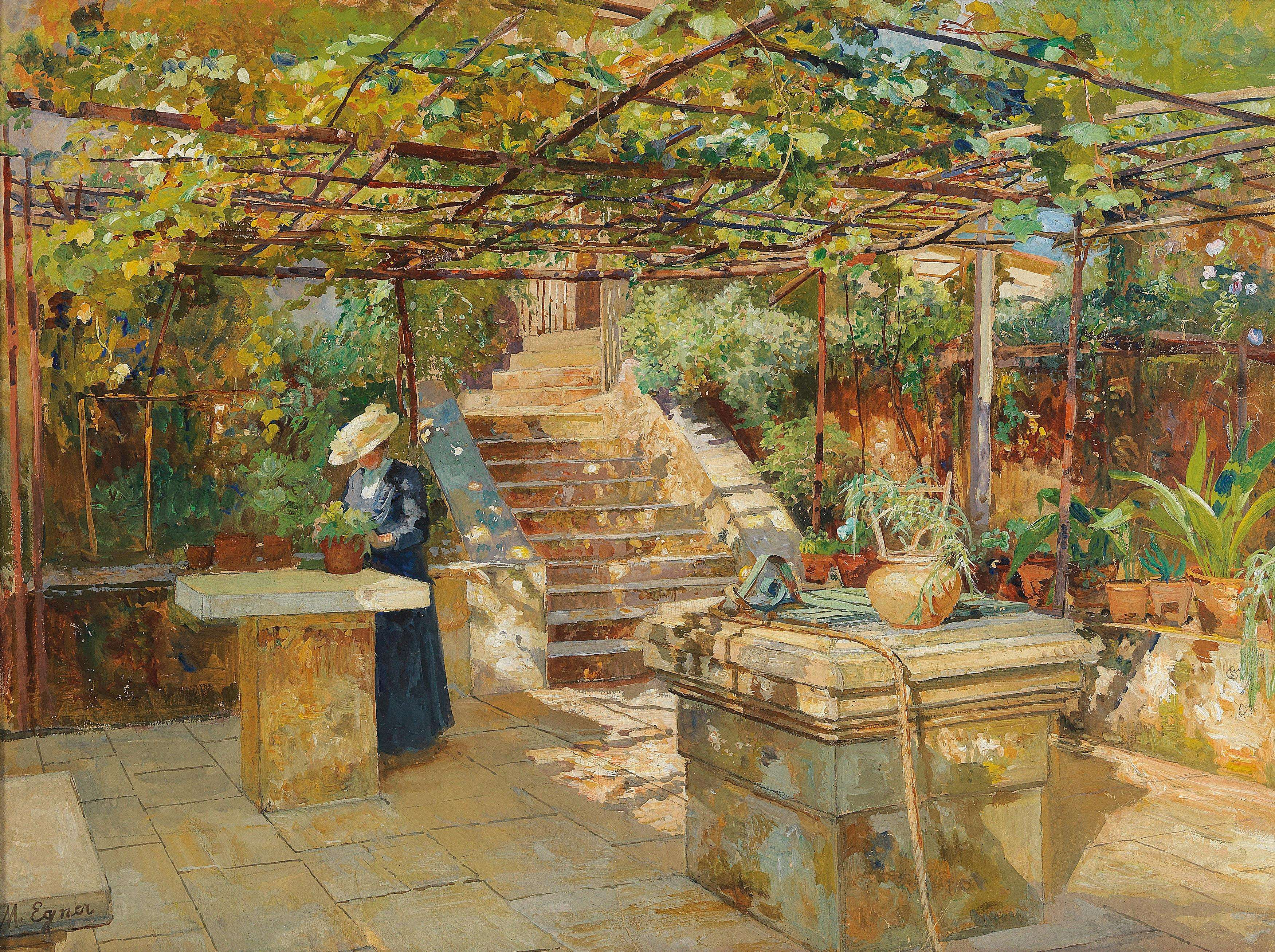
Marie Egner, Sur une terrasse ensoleillée, c.1900
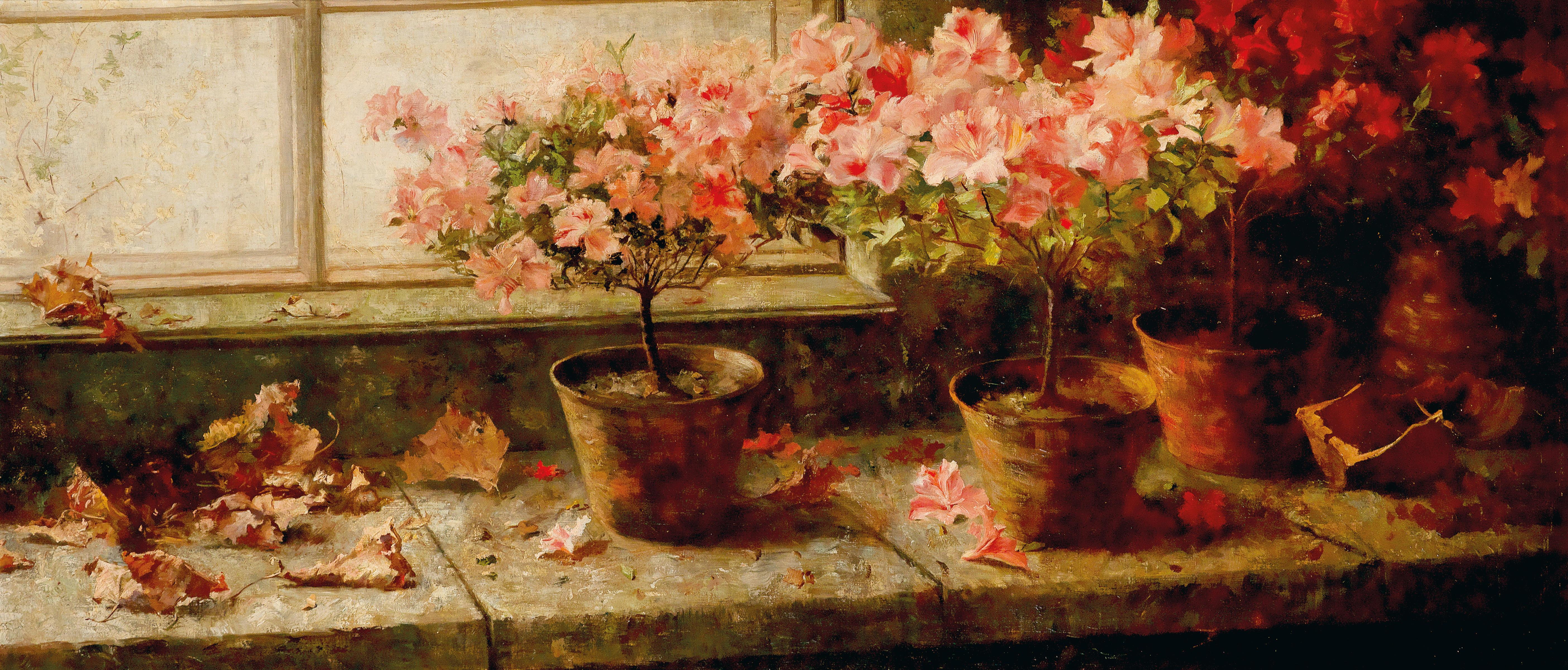
Marie Egner, Azalées à la fenêtre, c.1895
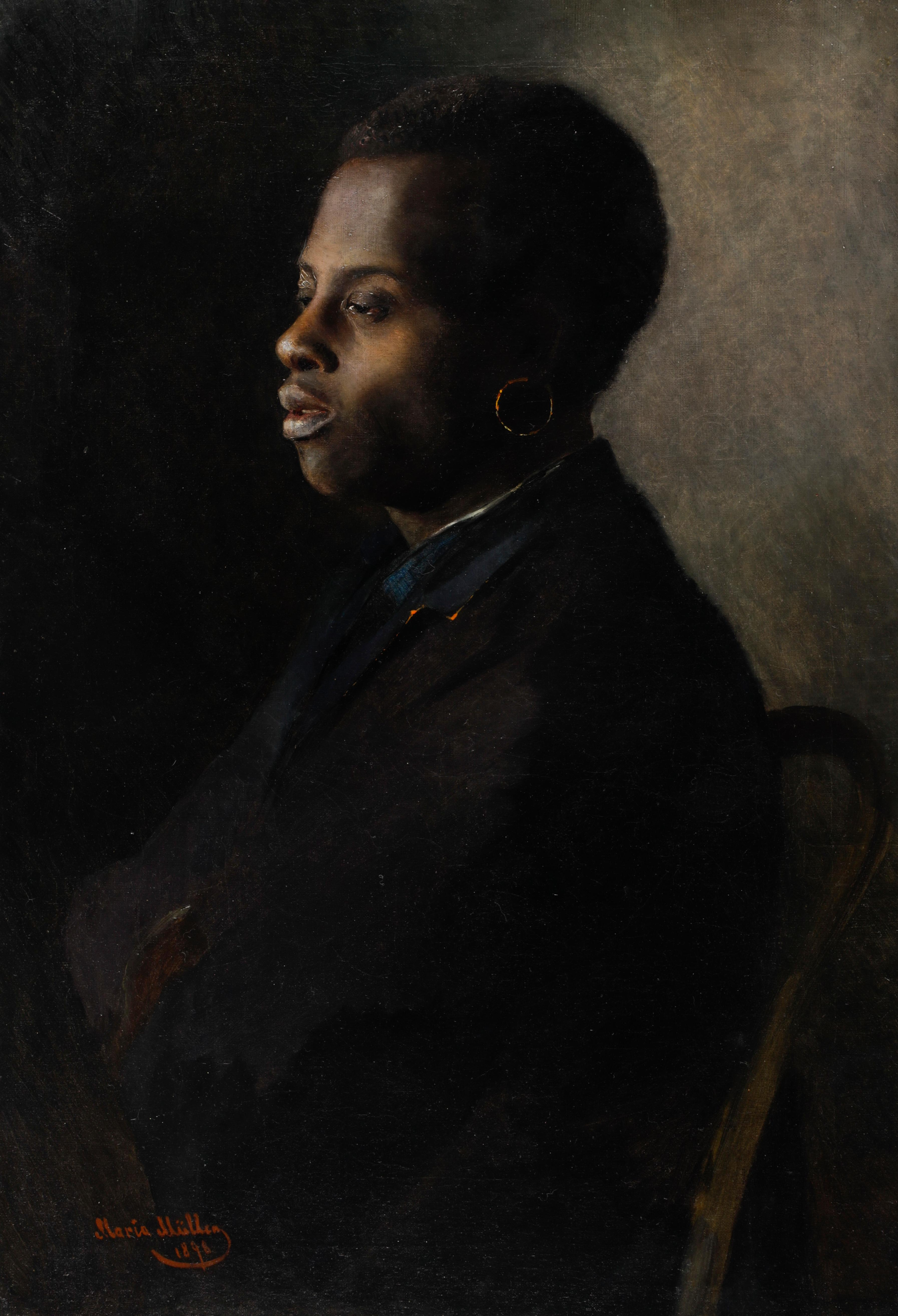
Marie Müller, Portrait d'un homme avec boucle d'oreille, 1898
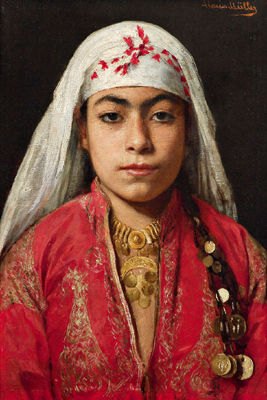
Marie Müller, Portrait d'une jeune orientale
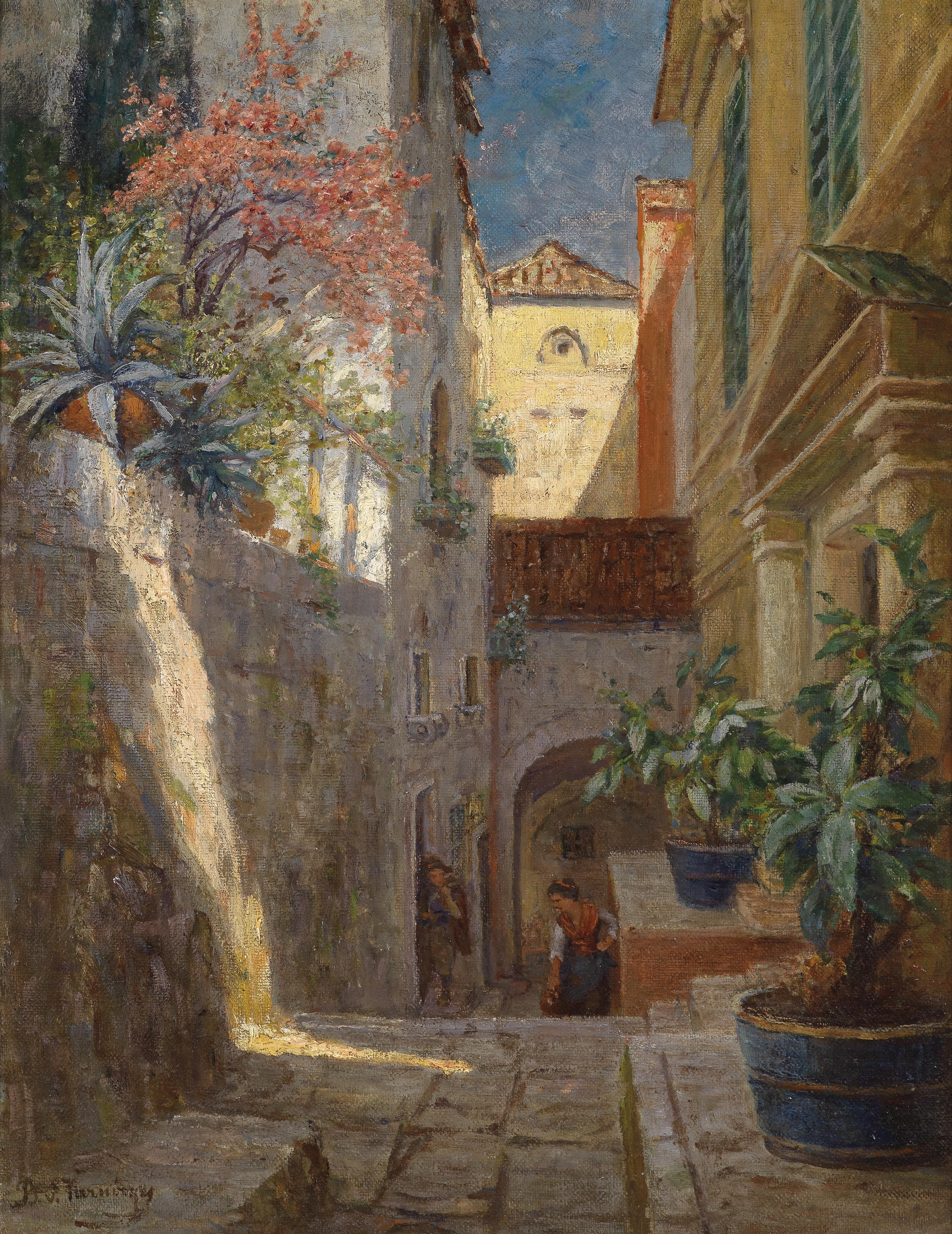
Bertha von Tarnóczy, Vue d'une ruelle du Sud
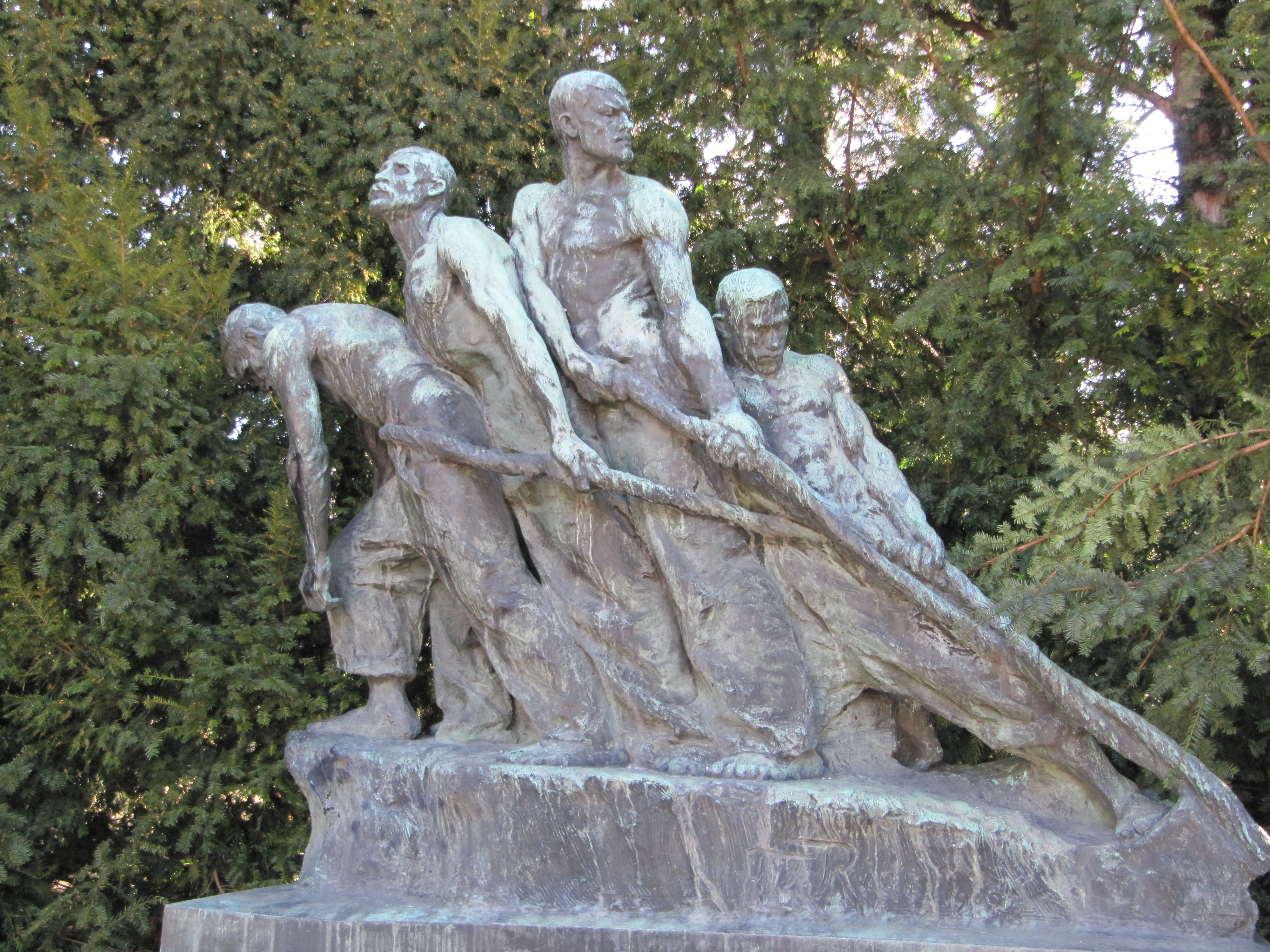
Teresa Feodorovna Ries, Les Invincibles, Vienne